# Impuesto PAIS
El Impuesto Para una Argentina Inclusiva y Solidaria (PAIS) fue un impuesto de emergencia creado por el Estado argentino para gravar la compra de divisas. Quedó derogado por cumplimiento de plazo el 23 de diciembre de 2024, cumpliéndose los 5 años establecidos.

## Historia

### Antecedentes
Durante 2012 en el mes de octubre se dispuso, mediante la resolución general 3378 de la AFIP, una percepción del 15% sobre el total del monto del consumo que se realizara en el exterior con tarjetas de crédito a cuenta de Ganancias y Bienes Personales, tributos que se pagan una vez al año, extendiéndolo al 20 por ciento en marzo. Se extendió en 2013 a la compra de divisas y alcanzando la medida para compras online por servicios extranjeros, compra de pasajes y paquetes turísticos al exterior, ya sea en pesos u otra divisa, aunque el 27 de enero de 2014 se autoriza la compra limitada de dólares con fines de ahorro, con ciertas condiciones, con una retención del 20% (también a cuenta de ganancias).
El 17 de diciembre de 2015, se deja sin efecto estas retenciones hasta un límite de 2 millones de dólares, mediante la Resolución General 3.819 de la AFIP. En 2019, a raíz una fuerte devaluación (35% en solo una jornada cambiaria, teniendo en cuenta que hubo un sábado y domingo de por medio) se resuelve restringir la compra de moneda extranjera a U$S 10.000, y días antes de las elecciones generales, a fin de evitar una posible disparada se endurece aún más la restricción de compra a U$S 200 para la compra online y a U$S 100 para la compra en efectivo.

### Creación del Impuesto PAIS
Una semana después de asumir, el presidente Alberto Fernández y su ministro de Economía Martín Guzmán presentaron el proyecto de ley de "solidaridad social" y reactivación productiva en el marco de la emergencia pública. El proyecto fue aprobado por el Congreso argentino y convertido en ley el 21 de diciembre de 2019 bajo el número 27541. Entre sus disposiciones establece el impuesto PAIS, y actualiza el de Bienes Personales y las retenciones a las exportaciones.
El impuesto PAIS, que se aplica sobre la compra de moneda extranjera, fue reglamentado a través del decreto 99/2019 y de la Resolución 4659 de la AFIP.
El 12 de diciembre de 2023 el Gobierno de Javier Milei anunció un aumento del Impuesto PAIS sobre las importaciones. Se extendió el impuesto PAÍS aún más alcanzando a dividendos y el BOPREAL mediante un decreto. También se aplicó una extensión del impuesto PAIS a la compra de dólares destinados a giros de utilidades y dividendos, así como a las inversiones generadas por no residentes. Con la devaluación de diciembre de 2023, la percepción del impuesto creció respecto a años anteriores. Para el primer semestre, el impuesto PAIS creció 250% en términos reales, desde diciembre de 2023, cuando se devaluó, amplió la base imponible y se incrementaron las alícuotas.

### Eliminación
La ley que creo el tributo estableció como fecha de finalización a finales de diciembre, ya que es la fecha de vencimiento original del impuesto.
El 23 de diciembre de 2024 se eliminó definitivamente, como estaba previamente establecido por cumplimiento de plazo.

## Características
En el capítulo VI de la ley 27541 se establecen las características generales del tributo:
- Vigencia: cinco (5) períodos fiscales a partir de la promulgación de la ley
- Hecho imponible: compra de billetes y divisas. Esto incluye la adquisición de bienes y servicios en el exterior.
- Sujetos pasibles: personas físicas y jurídicas residentes en el país
- Excepciones: gastos en salud, compra de medicamentos, adquisición de libros, utilización de plataformas educativas, gastos asociados a proyectos de investigación científica y a la protección civil de la población
- Alícuota general: 30%
- Alícuota para servicios digitales: 8%[15]

## Destino de la recaudación
Según la ley 27541 lo recaudado por el impuesto PAIS se distribuirá de la siguiente manera:
1. Financiamiento de la ANSES y el INSSJP: 70%
2. Financiamiento de obras de vivienda social, infraestructura económica y fomento del turismo: 30%